# Ewing család
A Ewing család a Dallas című sorozat fő családja, akik a 2012-es új Dallasban is szerepeltek. A Dallas volt az alapja a Knots Landing című spin-off sorozatnak. Az eredeti Dallas sorozat bemutatja a Ewingok életét Southfork Ranch-en, valamint a Ewing Olajtársaság vezetését. Az új sorozatban a Ewing Olajtársaság helyett már a Ewing Global (korábban Ewing Energiatársaság) a család új vállalata. A Knots Landing pedig pedig bemutatja Gary Ewing és a nagyvállalatának történetét.

## Családtagok
A vastag betűvel jelzett szereplők megjelentek az új sorozatban.

### 1. generáció
- Leander Ewing (elhunyt) - feleségül vett egy ismeretlen asszonyt.

### 2. generáció
- Jason Ewing (1908-1984)(elhunyt)
  - Nancy Shaw Ewing (1950-1962, elhunyt)
- Jock Ewing (1909-1982)(elhunyt)
  - Amanda Lewis Ewing (első felesége, 1927-1930, elváltak, elhunyt)
  - Ellie Ewing (második felesége, 1936-1982, élt: 1915-2001) (elhunyt)

### 3. generáció
- Jockey Ewing (1936 vagy 1939 (?) - 2013) (elhunyt) - Jock és Ellie legidősebb fia.
  - Samantha Ewing (1970-81, 1982-88, kétszer elváltak.)
  - Cally Harper Ewing (1988-91, elváltak)
- Gary Ewing (1943-) - Jock és Ellie középső fia.
  - Valene Clements Ewing (1961-1983, 1991- elváltak, majd újraházasodtak)
  - Abby Ewing (1983–87, elváltak) (a Knots Landing-ban láthattuk).
- Ray Krebbs (1945-) - Jock és Margaret Krebbs törvénytelen fia.
  - Donna Culver Krebbs, született McCullum  (1981-87, elváltak)
  - Jenna Wade Krebbs (1987-)
- Bobby Ewing (1949-) - Jock és Ellie legfiatalabb fia.
  - Pamela Barnes Ewing (1978-83, 1986-87) (kétszer elváltak, elhunyt 1989-ben.)
  - April Stevens Ewing (elhunyt 1990-ben)
  - Ann Ewing (2005-)
- Jack Ewing (1951-1994) (elhunyt) - Jason és Nancy fia.
  - April Stevens Ewing (elváltak, elhunyt 1990-ben)
- Jamie Ewing (1959-1987) (elhunyt)- Jason és Nancy lánya.
  - Cliff Barnes (1985-87) (válófélben meghalt Jamie)

### 4. generáció
- Lucy Ewing Cooper (1961-) - Gary és Valene lánya.
  - Mitch Cooper (1981-82,1985-89) (kétszer elváltak)
- James Richard Beaumont (1967-) - Jockey és Vanessa Beaumont törvénytelen fia.
  - Debra Lynn Beaumont (1988—)
  - Michelle Stevens (1991) (érvénytelenített)
- John Ross Ewing III (1979-) - Jockey és Samantha Ewing fia.
  - Pamela Rebecca Barnes (született 1985-) összeházasodtak 2013-ban.
- Christopher Ewing (1981-2014?) - Bobby és Pamela Ewing adoptált fia.
  - Pamela Rebecca Barnes (született 1985-) (2012-2013)(érvénytelenített)
- Robert James "Bobby" Ewing II (1984-, iker) - Gary és Valene fia. (a Knots Landing-ban láthattuk).
- Elizabeth "Betsy" Ewing (1984-, iker) - Gary és Valene lánya (a Knots Landing-ban láthattuk).
- Margaret Krebbs (1987-) - Ray és Donna Krebbs lánya
- Lucas Krebbs (1987-) - Bobby Ewing és Jenna Krebbs törvénytelen fia, Ray adoptált fia.
- Névtelen fiú (1991-) - Jockey és Cally Ewing törvénytelen fia.
- Molly Whittaker (1993-) - Gary Ewing és  Kate Whittaker lánya (a Knots Landing-ban láthattuk).
- Névtelen lány - Jockey és egy ismeretlen nő lánya

### 5.generáció
- Jimmy Beaumont (1988-) - James és Debra Lynn Beaumount fia.

## Southworth család
A sorozatban a Ewing család múltjáról, azaz Jock és Jason őseiről nem tudunk semmit, de Ellie családjáról - a Southworth családról már több dolgot megtudhattunk.
Enoch Southworth alapította Southfork Ranchet 1858-ban. 1901-ben Enoch halála után, az egyetlen gyermeke, Aaron (1870-es években született) vette át a farm irányítását. Aaronnak és a feleségének, Barabarának két gyermeke született: egy fiuk, Garrison, és egy lányuk, Eleanor, akit mindannyian csak Miss Ellie-nek becéztek. Az 1930-as években Ellie volt Digger Barnes kedvese. 1936-ban Ellie feleségül ment Jock Ewinghoz, aki segített Aaronnak megmenteni a farmot a csődtől. Aaron 1959-ben hunyt el, Garrison pedig 1979-ben. Garrison korábban feleségül vette Cherie Simmons-t (mindezt a Dallas: A korai évek című TV-filmben tudhattuk meg), de az nem ismert, hogy a párnak született-e gyermeke, így feltételezhetően Garrison halála után a Southworth család neve és vérvonala véget ért.

## Családfa
|              |              |              |              |              |              |  |  |                     |                     |                     |                     |                     |                     |  |  |                          |                          |                          |                          | Enoch Southworth                   |                          |                     |                     |                            |                            |                            |                            |                            |                            |                    |                    |                    |                    |              |              |                            |                            |                            |                            |                            |                            |                      |                      |                        |                        |                        |                        |                        |                        |            |            |                                    |                                    |                                    |                                    |                                    |                                    |                            |                            |                                        |                                        |                                        |                                        |                                        |                                        |                    |                    |                    |                    |                 |                 |                 |                 |                 |                 |                |                |            |            |                       |                       |                       |                       |                       |                       |                |                |                 |                 |                 |                 |                 |                 |             |             |             |             |             |             |             |             |  |  |             |             |             |             |             |             |
|              |              |              |              |              |              |  |  |                     |                     |                     |                     |                     |                     |  |  |                          |                          |                          |                          |                                    |                          |                     |                     |                            |                            |                            |                            |                            |                            |                    |                    |                    |                    |              |              |                            |                            |                            |                            |                            |                            |                      |                      |                        |                        |                        |                        |                        |                        |            |            |                                    |                                    |                                    |                                    |                                    |                                    |                            |                            |                                        |                                        |                                        |                                        |                                        |                                        |                    |                    |                    |                    |                 |                 |                 |                 |                 |                 |                |                |            |            |                       |                       |                       |                       |                       |                       |                |                |                 |                 |                 |                 |                 |                 |             |             |             |             |             |             |             |             |  |  |             |             |             |             |             |             |
|              |              |              |              |              |              |  |  |                     |                     |                     |                     |                     |                     |  |  |                          |                          |                          |                          | Aaron Southworth                   | Aaron Southworth         | Aaron Southworth    | Aaron Southworth    | Aaron Southworth           | Aaron Southworth           |                            |                            | Barbara Southworth         | Barbara Southworth         | Barbara Southworth | Barbara Southworth | Barbara Southworth | Barbara Southworth |              |              |                            |                            |                            |                            |                            |                            |                      |                      |                        |                        |                        |                        |                        |                        |            |            |                                    |                                    |                                    |                                    |                                    |                                    |                            |                            |                                        |                                        |                                        |                                        |                                        |                                        |                    |                    |                    |                    |                 |                 |                 |                 |                 |                 |                |                |            |            |                       |                       |                       |                       |                       |                       |                |                |                 |                 |                 |                 |                 |                 |             |             |             |             |             |             |             |             |  |  |             |             |             |             |             |             |
|              |              |              |              |              |              |  |  |                     |                     |                     |                     |                     |                     |  |  |                          |                          |                          |                          | Aaron Southworth                   | Aaron Southworth         | Aaron Southworth    | Aaron Southworth    | Aaron Southworth           | Aaron Southworth           |                            |                            | Barbara Southworth         | Barbara Southworth         | Barbara Southworth | Barbara Southworth | Barbara Southworth | Barbara Southworth |              |              |                            |                            |                            |                            |                            |                            |                      |                      |                        |                        |                        |                        |                        |                        |            |            |                                    |                                    |                                    |                                    |                                    |                                    |                            |                            |                                        |                                        |                                        |                                        |                                        |                                        |                    |                    |                    |                    |                 |                 |                 |                 |                 |                 |                |                |            |            |                       |                       |                       |                       |                       |                       |                |                |                 |                 |                 |                 |                 |                 |             |             |             |             |             |             |             |             |  |  |             |             |             |             |             |             |
|              |              |              |              |              |              |  |  |                     |                     |                     |                     |                     |                     |  |  |                          |                          |                          |                          |                                    |                          |                     |                     |                            |                            |                            |                            |                            |                            |                    |                    |                    |                    |              |              |                            |                            |                            |                            |                            |                            |                      |                      |                        |                        |                        |                        |                        |                        |            |            |                                    |                                    |                                    |                                    |                                    |                                    |                            |                            |                                        |                                        |                                        |                                        |                                        |                                        |                    |                    |                    |                    |                 |                 |                 |                 |                 |                 |                |                |            |            |                       |                       |                       |                       |                       |                       |                |                |                 |                 |                 |                 |                 |                 |             |             |             |             |             |             |             |             |  |  |             |             |             |             |             |             |
|              |              |              |              |              |              |  |  |                     |                     |                     |                     |                     |                     |  |  |                          |                          |                          |                          |                                    |                          |                     |                     |                            |                            |                            |                            |                            |                            |                    |                    |                    |                    |              |              |                            |                            |                            |                            |                            |                            |                      |                      |                        |                        |                        |                        |                        |                        |            |            |                                    |                                    |                                    |                                    |                                    |                                    |                            |                            |                                        |                                        |                                        |                                        |                                        |                                        |                    |                    |                    |                    |                 |                 |                 |                 |                 |                 |                |                |            |            |                       |                       |                       |                       |                       |                       |                |                |                 |                 |                 |                 |                 |                 |             |             |             |             |             |             |             |             |  |  |             |             |             |             |             |             |
|              |              |              |              |              |              |  |  |                     |                     |                     |                     |                     |                     |  |  |                          |                          |                          |                          | Garrison Southworth                | Garrison Southworth      | Garrison Southworth | Garrison Southworth | Garrison Southworth        | Garrison Southworth        |                            |                            | Ellie Southworth           | Ellie Southworth           | Ellie Southworth   | Ellie Southworth   | Ellie Southworth   | Ellie Southworth   |              |              | John Ross "Jock" Ewing Sr. | John Ross "Jock" Ewing Sr. | John Ross "Jock" Ewing Sr. | John Ross "Jock" Ewing Sr. | John Ross "Jock" Ewing Sr. | John Ross "Jock" Ewing Sr. |                      |                      | Margaret Hunter Krebbs | Margaret Hunter Krebbs | Margaret Hunter Krebbs | Margaret Hunter Krebbs | Margaret Hunter Krebbs | Margaret Hunter Krebbs |            |            |                                    |                                    |                                    |                                    |                                    |                                    |                            |                            |                                        |                                        |                                        |                                        |                                        |                                        |                    |                    |                    |                    |                 |                 |                 |                 |                 |                 |                |                |            |            |                       |                       |                       |                       |                       |                       |                |                |                 |                 |                 |                 |                 |                 |             |             | Jason Ewing | Jason Ewing | Jason Ewing | Jason Ewing | Jason Ewing | Jason Ewing |  |  | Nancy Shaw  | Nancy Shaw  | Nancy Shaw  | Nancy Shaw  | Nancy Shaw  | Nancy Shaw  |
|              |              |              |              |              |              |  |  |                     |                     |                     |                     |                     |                     |  |  |                          |                          |                          |                          | Garrison Southworth                | Garrison Southworth      | Garrison Southworth | Garrison Southworth | Garrison Southworth        | Garrison Southworth        |                            |                            | Ellie Southworth           | Ellie Southworth           | Ellie Southworth   | Ellie Southworth   | Ellie Southworth   | Ellie Southworth   |              |              | John Ross "Jock" Ewing Sr. | John Ross "Jock" Ewing Sr. | John Ross "Jock" Ewing Sr. | John Ross "Jock" Ewing Sr. | John Ross "Jock" Ewing Sr. | John Ross "Jock" Ewing Sr. |                      |                      | Margaret Hunter Krebbs | Margaret Hunter Krebbs | Margaret Hunter Krebbs | Margaret Hunter Krebbs | Margaret Hunter Krebbs | Margaret Hunter Krebbs |            |            |                                    |                                    |                                    |                                    |                                    |                                    |                            |                            |                                        |                                        |                                        |                                        |                                        |                                        |                    |                    |                    |                    |                 |                 |                 |                 |                 |                 |                |                |            |            |                       |                       |                       |                       |                       |                       |                |                |                 |                 |                 |                 |                 |                 |             |             | Jason Ewing | Jason Ewing | Jason Ewing | Jason Ewing | Jason Ewing | Jason Ewing |  |  | Nancy Shaw  | Nancy Shaw  | Nancy Shaw  | Nancy Shaw  | Nancy Shaw  | Nancy Shaw  |
|              |              |              |              |              |              |  |  |                     |                     |                     |                     |                     |                     |  |  |                          |                          |                          |                          |                                    |                          |                     |                     |                            |                            |                            |                            |                            |                            |                    |                    |                    |                    |              |              |                            |                            |                            |                            |                            |                            |                      |                      |                        |                        |                        |                        |                        |                        |            |            |                                    |                                    |                                    |                                    |                                    |                                    |                            |                            |                                        |                                        |                                        |                                        |                                        |                                        |                    |                    |                    |                    |                 |                 |                 |                 |                 |                 |                |                |            |            |                       |                       |                       |                       |                       |                       |                |                |                 |                 |                 |                 |                 |                 |             |             |             |             |             |             |             |             |  |  |             |             |             |             |             |             |
|              |              |              |              |              |              |  |  |                     |                     |                     |                     |                     |                     |  |  |                          |                          |                          |                          |                                    |                          |                     |                     |                            |                            |                            |                            |                            |                            |                    |                    |                    |                    |              |              |                            |                            |                            |                            |                            |                            |                      |                      |                        |                        |                        |                        |                        |                        |            |            |                                    |                                    |                                    |                                    |                                    |                                    |                            |                            |                                        |                                        |                                        |                                        |                                        |                                        |                    |                    |                    |                    |                 |                 |                 |                 |                 |                 |                |                |            |            |                       |                       |                       |                       |                       |                       |                |                |                 |                 |                 |                 |                 |                 |             |             |             |             |             |             |             |             |  |  |             |             |             |             |             |             |
| Cally Harper | Cally Harper | Cally Harper | Cally Harper | Cally Harper | Cally Harper |  |  | Samantha Shepard    | Samantha Shepard    | Samantha Shepard    | Samantha Shepard    | Samantha Shepard    | Samantha Shepard    |  |  | John Ross "JR" Ewing Jr. | John Ross "JR" Ewing Jr. | John Ross "JR" Ewing Jr. | John Ross "JR" Ewing Jr. | John Ross "JR" Ewing Jr.           | John Ross "JR" Ewing Jr. |                     |                     | Vanessa Beaumont           | Vanessa Beaumont           | Vanessa Beaumont           | Vanessa Beaumont           | Vanessa Beaumont           | Vanessa Beaumont           |                    |                    | Donna Culver       | Donna Culver       | Donna Culver | Donna Culver | Donna Culver               | Donna Culver               |                            |                            | Raymond Krebbs-Ewing       | Raymond Krebbs-Ewing       | Raymond Krebbs-Ewing | Raymond Krebbs-Ewing | Raymond Krebbs-Ewing   | Raymond Krebbs-Ewing   |                        |                        | Jenna Wade             | Jenna Wade             | Jenna Wade | Jenna Wade | Jenna Wade                         | Jenna Wade                         |                                    |                                    | Robert James "Bobby" Ewing         | Robert James "Bobby" Ewing         | Robert James "Bobby" Ewing | Robert James "Bobby" Ewing | Robert James "Bobby" Ewing             | Robert James "Bobby" Ewing             |                                        |                                        | Pamela Jean Barnes                     | Pamela Jean Barnes                     | Pamela Jean Barnes | Pamela Jean Barnes | Pamela Jean Barnes | Pamela Jean Barnes |                 |                 | Kate Whittaker  | Kate Whittaker  | Kate Whittaker  | Kate Whittaker  | Kate Whittaker | Kate Whittaker |            |            | Garrison Arthur Ewing | Garrison Arthur Ewing | Garrison Arthur Ewing | Garrison Arthur Ewing | Garrison Arthur Ewing | Garrison Arthur Ewing |                |                | Valene Clements | Valene Clements | Valene Clements | Valene Clements | Valene Clements | Valene Clements |             |             | Jack Ewing  | Jack Ewing  | Jack Ewing  | Jack Ewing  | Jack Ewing  | Jack Ewing  |  |  | Jamie Ewing | Jamie Ewing | Jamie Ewing | Jamie Ewing | Jamie Ewing | Jamie Ewing |
| Cally Harper | Cally Harper | Cally Harper | Cally Harper | Cally Harper | Cally Harper |  |  | Samantha Shepard    | Samantha Shepard    | Samantha Shepard    | Samantha Shepard    | Samantha Shepard    | Samantha Shepard    |  |  | John Ross "JR" Ewing Jr. | John Ross "JR" Ewing Jr. | John Ross "JR" Ewing Jr. | John Ross "JR" Ewing Jr. | John Ross "JR" Ewing Jr.           | John Ross "JR" Ewing Jr. |                     |                     | Vanessa Beaumont           | Vanessa Beaumont           | Vanessa Beaumont           | Vanessa Beaumont           | Vanessa Beaumont           | Vanessa Beaumont           |                    |                    | Donna Culver       | Donna Culver       | Donna Culver | Donna Culver | Donna Culver               | Donna Culver               |                            |                            | Raymond Krebbs-Ewing       | Raymond Krebbs-Ewing       | Raymond Krebbs-Ewing | Raymond Krebbs-Ewing | Raymond Krebbs-Ewing   | Raymond Krebbs-Ewing   |                        |                        | Jenna Wade             | Jenna Wade             | Jenna Wade | Jenna Wade | Jenna Wade                         | Jenna Wade                         |                                    |                                    | Robert James "Bobby" Ewing         | Robert James "Bobby" Ewing         | Robert James "Bobby" Ewing | Robert James "Bobby" Ewing | Robert James "Bobby" Ewing             | Robert James "Bobby" Ewing             |                                        |                                        | Pamela Jean Barnes                     | Pamela Jean Barnes                     | Pamela Jean Barnes | Pamela Jean Barnes | Pamela Jean Barnes | Pamela Jean Barnes |                 |                 | Kate Whittaker  | Kate Whittaker  | Kate Whittaker  | Kate Whittaker  | Kate Whittaker | Kate Whittaker |            |            | Garrison Arthur Ewing | Garrison Arthur Ewing | Garrison Arthur Ewing | Garrison Arthur Ewing | Garrison Arthur Ewing | Garrison Arthur Ewing |                |                | Valene Clements | Valene Clements | Valene Clements | Valene Clements | Valene Clements | Valene Clements |             |             | Jack Ewing  | Jack Ewing  | Jack Ewing  | Jack Ewing  | Jack Ewing  | Jack Ewing  |  |  | Jamie Ewing | Jamie Ewing | Jamie Ewing | Jamie Ewing | Jamie Ewing | Jamie Ewing |
|              |              |              |              |              |              |  |  |                     |                     |                     |                     |                     |                     |  |  |                          |                          |                          |                          |                                    |                          |                     |                     |                            |                            |                            |                            |                            |                            |                    |                    |                    |                    |              |              |                            |                            |                            |                            |                            |                            |                      |                      |                        |                        |                        |                        |                        |                        |            |            |                                    |                                    |                                    |                                    |                                    |                                    |                            |                            |                                        |                                        |                                        |                                        |                                        |                                        |                    |                    |                    |                    |                 |                 |                 |                 |                 |                 |                |                |            |            |                       |                       |                       |                       |                       |                       |                |                |                 |                 |                 |                 |                 |                 |             |             |             |             |             |             |             |             |  |  |             |             |             |             |             |             |
|              |              |              |              |              |              |  |  |                     |                     |                     |                     |                     |                     |  |  |                          |                          |                          |                          |                                    |                          |                     |                     |                            |                            |                            |                            |                            |                            |                    |                    |                    |                    |              |              |                            |                            |                            |                            |                            |                            |                      |                      |                        |                        |                        |                        |                        |                        |            |            |                                    |                                    |                                    |                                    |                                    |                                    |                            |                            |                                        |                                        |                                        |                                        |                                        |                                        |                    |                    |                    |                    |                 |                 |                 |                 |                 |                 |                |                |            |            |                       |                       |                       |                       |                       |                       |                |                |                 |                 |                 |                 |                 |                 |             |             |             |             |             |             |             |             |  |  |             |             |             |             |             |             |
| Névtelen fiú | Névtelen fiú | Névtelen fiú | Névtelen fiú | Névtelen fiú | Névtelen fiú |  |  | John Ross Ewing III | John Ross Ewing III | John Ross Ewing III | John Ross Ewing III | John Ross Ewing III | John Ross Ewing III |  |  | Debra Lynn Beaumont      | Debra Lynn Beaumont      | Debra Lynn Beaumont      | Debra Lynn Beaumont      | Debra Lynn Beaumont                | Debra Lynn Beaumont      |                     |                     | James Richard Beaumont Sr. | James Richard Beaumont Sr. | James Richard Beaumont Sr. | James Richard Beaumont Sr. | James Richard Beaumont Sr. | James Richard Beaumont Sr. |                    |                    |                    |                    |              |              | Margaret Krebbs            | Margaret Krebbs            | Margaret Krebbs            | Margaret Krebbs            | Margaret Krebbs            | Margaret Krebbs            |                      |                      |                        |                        |                        |                        |                        |                        |            |            | Lucas Ewing-Krebbs (Ray adoptálta) | Lucas Ewing-Krebbs (Ray adoptálta) | Lucas Ewing-Krebbs (Ray adoptálta) | Lucas Ewing-Krebbs (Ray adoptálta) | Lucas Ewing-Krebbs (Ray adoptálta) | Lucas Ewing-Krebbs (Ray adoptálta) |                            |                            | Christopher Ewing (adoptált gyermekük) | Christopher Ewing (adoptált gyermekük) | Christopher Ewing (adoptált gyermekük) | Christopher Ewing (adoptált gyermekük) | Christopher Ewing (adoptált gyermekük) | Christopher Ewing (adoptált gyermekük) |                    |                    |                    |                    | Molly Whittaker | Molly Whittaker | Molly Whittaker | Molly Whittaker | Molly Whittaker | Molly Whittaker |                |                | Lucy Ewing | Lucy Ewing | Lucy Ewing            | Lucy Ewing            | Lucy Ewing            | Lucy Ewing            |                       |                       | Bobby Ewing II | Bobby Ewing II | Bobby Ewing II  | Bobby Ewing II  | Bobby Ewing II  | Bobby Ewing II  |                 |                 | Betsy Ewing | Betsy Ewing | Betsy Ewing | Betsy Ewing | Betsy Ewing | Betsy Ewing |             |             |  |  |             |             |             |             |             |             |
| Névtelen fiú | Névtelen fiú | Névtelen fiú | Névtelen fiú | Névtelen fiú | Névtelen fiú |  |  | John Ross Ewing III | John Ross Ewing III | John Ross Ewing III | John Ross Ewing III | John Ross Ewing III | John Ross Ewing III |  |  | Debra Lynn Beaumont      | Debra Lynn Beaumont      | Debra Lynn Beaumont      | Debra Lynn Beaumont      | Debra Lynn Beaumont                | Debra Lynn Beaumont      |                     |                     | James Richard Beaumont Sr. | James Richard Beaumont Sr. | James Richard Beaumont Sr. | James Richard Beaumont Sr. | James Richard Beaumont Sr. | James Richard Beaumont Sr. |                    |                    |                    |                    |              |              | Margaret Krebbs            | Margaret Krebbs            | Margaret Krebbs            | Margaret Krebbs            | Margaret Krebbs            | Margaret Krebbs            |                      |                      |                        |                        |                        |                        |                        |                        |            |            | Lucas Ewing-Krebbs (Ray adoptálta) | Lucas Ewing-Krebbs (Ray adoptálta) | Lucas Ewing-Krebbs (Ray adoptálta) | Lucas Ewing-Krebbs (Ray adoptálta) | Lucas Ewing-Krebbs (Ray adoptálta) | Lucas Ewing-Krebbs (Ray adoptálta) |                            |                            | Christopher Ewing (adoptált gyermekük) | Christopher Ewing (adoptált gyermekük) | Christopher Ewing (adoptált gyermekük) | Christopher Ewing (adoptált gyermekük) | Christopher Ewing (adoptált gyermekük) | Christopher Ewing (adoptált gyermekük) |                    |                    |                    |                    | Molly Whittaker | Molly Whittaker | Molly Whittaker | Molly Whittaker | Molly Whittaker | Molly Whittaker |                |                | Lucy Ewing | Lucy Ewing | Lucy Ewing            | Lucy Ewing            | Lucy Ewing            | Lucy Ewing            |                       |                       | Bobby Ewing II | Bobby Ewing II | Bobby Ewing II  | Bobby Ewing II  | Bobby Ewing II  | Bobby Ewing II  |                 |                 | Betsy Ewing | Betsy Ewing | Betsy Ewing | Betsy Ewing | Betsy Ewing | Betsy Ewing |             |             |  |  |             |             |             |             |             |             |
|              |              |              |              |              |              |  |  |                     |                     |                     |                     |                     |                     |  |  |                          |                          |                          |                          |                                    |                          |                     |                     |                            |                            |                            |                            |                            |                            |                    |                    |                    |                    |              |              |                            |                            |                            |                            |                            |                            |                      |                      |                        |                        |                        |                        |                        |                        |            |            |                                    |                                    |                                    |                                    |                                    |                                    |                            |                            |                                        |                                        |                                        |                                        |                                        |                                        |                    |                    |                    |                    |                 |                 |                 |                 |                 |                 |                |                |            |            |                       |                       |                       |                       |                       |                       |                |                |                 |                 |                 |                 |                 |                 |             |             |             |             |             |             |             |             |  |  |             |             |             |             |             |             |
|              |              |              |              |              |              |  |  |                     |                     |                     |                     |                     |                     |  |  |                          |                          |                          |                          | James Richard "Jimmy" Beaumont Jr. |                          |                     |                     |                            |                            |                            |                            |                            |                            |                    |                    |                    |                    |              |              |                            |                            |                            |                            |                            |                            |                      |                      |                        |                        |                        |                        |                        |                        |            |            |                                    |                                    |                                    |                                    |                                    |                                    |                            |                            |                                        |                                        |                                        |                                        |                                        |                                        |                    |                    |                    |                    |                 |                 |                 |                 |                 |                 |                |                |            |            |                       |                       |                       |                       |                       |                       |                |                |                 |                 |                 |                 |                 |                 |             |             |             |             |             |             |             |             |  |  |             |             |             |             |             |             |

## A Ewing Olajtársaság
A Ewing Olajtársaság egy kitalált olajtársaság a Dallas című tévésorozatban.
Jock Ewing alapította a Ewing Olajtársaságot 1930-ban, és 1977-ig volt a vállalat elnöke, amikor is nyugdíjba vonult.
A Dallas debütálása előtt pár évvel Jockey Ewing visszatért Southfork-ba, miután évekig szolgált a vietnámi fronton. Ezután ő lett a Ewing Olajtársaság alelnöke.
Amikor Jock nyugdíjba vonult, Jockey lett a társaság elnöke. Bobby Ewing visszatért Dallasba, és csatlakozott a menedzsment csapathoz. Jockey-nak viszont ez egyáltalán nem tetszett, és el akarta tenni Bobbyt az útból. 1978 végén Jockey számára jól sikerültek a dolgok, mert Bobby lemondott a Ewing Olajtársaságtól, és elindította a saját vállalatát: a Ewing Construction-t.
Amikor Cliff Barnes (Jock riválisának, Digger Barnes-nak a fia) került a földhivatal élére, hadat üzent a Ewing Olajtársaságnak. Megállítatta a fúrásokat, és nem engedte a társaságnak, hogy új mezőket tárjanak fel. Jockey-nak gyorsan ki kellett találnia valamit, ami új bevételi forrást jelenthet. Jockey 200.000.000$-t fektetett egy Ázsiai olajüzletbe, és emiatt jelzálogot vett fel Southfork Ranchre. A kutak végül bejöttek, és ez lett a legnagyobb olajipari siker a világon, és ez az üzlet tette a Ewing családot milliárdossá.
Jock nagyon dühös lett, amikor megtudta, hogy Jockey elzálogosította a farmot emiatt az üzlet miatt. Így megkérte Bobbyt, hogy Jockey-vel ketten vezessék a Ewing Olajtársaságot. Jockey-nak aztán gondjai akadtak, a problémák csak fokozódtak Ázsiában, mivel az ottani kormány úgy döntött, hogy államosítani fogják az olajkutakat. Ezért aztán Jockey úgy döntött, hogy eladja az ázsiai üzletbeli részvényeit. A Kartell tagjai - Seth Stone, Jordan Lee, Wade Luce és Andy Bradley -, valamint bankárként Vaughn Leland már régóta kérlelték Jockey-t hogy vegye be őket az üzletbe, és most meg is tette. A következő napon volt egy politikai lázadás Ázsiában, és a kutakat államosították. A befektetők mindent elveszítettek, sokan a csőd közelébe kerültek. Seth Stone nem tudta elviselni ezt az egészet, és nem merte elmondani a feleségének, Marilee-nek, hogy majdnem csődbe vitte az apja társaságát, így Seth főbe lőtte magát. Jock és Bobby úgy vélték, hogy Jockey tudta, hogy a kutakat államosítani fogják, és ezért szándékosan húzta csőbe a kartellt, de Jockey mindezt tagadta. Bobby nem sokkal ezután elhagyta Dallas-t, miután Jock támogatta Jockey-t abban, hogy leállítsák a termelést a Ewing 6-os mezőn, és ezzel Cliff Barnes nem kaphatott semmiféle nyereséget az olajból. 1980 tavaszán egy éjszakán,  Jockey-t lelőtték a Ewing irodákban. A gyanúsítottak között voltak a kartell tagjai, valamint Jockey felesége, Samantha. Végül kiderült, hogy Samantha húga, Kristin Shepard lőtt rá Jockey-ra, aki korábban egy ideig a Ewing Olajtársaságnál dolgozott titkárnőként. Amíg Jockey nagy műtétje volt, Ellie és Jock megkérték Bobby-t, hogy amíg Jockey felépül legyen ő a Ewing Olajtársaság elnöke.
Bobby nagyon gyorsan és ügyesen dolgozott, és minden erejével azon volt, hogy bebizonyítsa, okosabb és jobb elnök, mint Jockey. Természetesen voltak akadályok is az útjában, de mindig nagyon óvatos és megfontolt volt. Bobby többször hozott komoly üzleti döntéseket: bankváltások, értékesítések, és még egy finomítót is sikerült vennie a társaság számára, és nem vette figyelembe Jock és Jockey tanácsait. Jock és Jockey ez idő alatt nagyon közel kerültek egymáshoz, és Jock a végén megbánta, hogy Bobby-t tette meg a Ewing Olajtársaság elnökévé.
Jock visszaadta Jockey-nak az elnöki tisztet, és az első lépése az volt, hogy javítsa a Ewing Olajtársaságról kialakult képet, így Jockey felbérelt egy PR szakembert, Leslie Stewart-ot. Jockey titokban segített megdönteni az ázsiai kormányt, ami államosította az ázsiai kutakat, és ezután az új kormány visszaadta a kutakat a texasi tulajdonosoknak. A kartell és Jock le voltak nyűgözve, de Cliff Barnes mindenre rájött, és minden erejével azon volt, hogy Jockey-t ezért elítéljék, de végül nem sikerült.
Miután Jockey felesége, Samantha elhagyta Southfork-ot, Dusty Farlow-hoz költözött Southern Cross Ranch-re, San Angelo-ba. Jock teljes mértékben támogatta Jockey-t, aki elkezdte felhalmozni a Farlow Olajtársaság összes olaját. Így akarta megzsarolni Clayton Farlow-t, hogy adja vissza a feleségét és a fiát, John Ross-t. Ez egy nagy megterhelést jelentett a Ewingok pénzügyeire nézve, mivel az olaj ára folyamatosan csökkent, és emiatt Jockey nem tudott megszabadulni a felhalmozott olajtól.
1981-ben Jock Dél-Amerikába utazott, mivel ott addig feltáratlan olajmezőket találtak, és a kitermeléshez Dallasból kerestek szakembereket. Jock a dél-amerikai tartózkodása alatt írt egy levelet, amelyben felosztotta a családtagok között a részvényeket, ezzel akarta átmenetileg megoldani a dolgokat.
Ellie Ewing (30 részvény)
Jockey Ewing (20 részvény)
Bobby Ewing (20 részvény)
John Ross Ewing III (10 részvény) (Ellié a szavazati jog, ha John Ross nem Southfork-ban él, és Jockey-é, ha Southfork-ban él.)
Gary Ewing (10 részvény) (amelyeket a lányának, Lucy-nek adott)
Ray Krebbs (10 részvény)
Ellie végül megoldotta a gondot: a felhalmozott olajat eladta Clayton-nak elég jó áron. Végül szavazást indított a családban a részvényesek között, arról, hogy Jockey maradjon-e a társaság elnöke, de egyelőre úgy jött ki, hogy ő maradt az.
Jock 1982. január 13-án helikopter balesetben elhunyt Dél-Amerikában. Egy ideig minden maradt a régiben, a részvények felosztásával még egy ideig működhetett a vállalat. Cliff Barnes öngyilkossági kísérlete után Ellie ismét szavazást indított a családban a részvényesek között (bár Jockey megszerezte Ray 10 részvényét), és kirúgatták Jockey-t az elnöki székből, a helyét pedig Bobby vette át.
Az 1982-es Olajvállalkozók bálja után Ellie végre elfogadta Jock halálát, és úgy határozott, ideje, hogy férjét törvényesen holttá nyilvánítsák.
Miután ez megtörtént, felbontották Jock végrendeletét, melyben kijelentette, hogy a Ewing Olajtársaságnak csak egy vezetője lehet. Így felosztotta a társaságot két egyenlő részre, Jockey és Bobby között. Egy éven belül az a fiú, amelyik a legnagyobb profitot csinálja, azé lesz a vállalat. A győztes megkapja a vállalat 51%-át, a vesztes pedig a 19%-át. A többi részt pedig egyenlően szétosztják Ellie, Ray és Gary között. Bobby-nak és Jockey-nak tehát versengenie kellett egymással. Bobby nyélbe ütött egy kanadai olajüzletet, ahol a fagyott talajban való fúrásokkal juthatott olajhoz. A fagyott talajban lévő fúrásokhoz kifejlesztette a Tundra-lánc nevezetű fúrót. Jockey terve az volt, hogy egy különleges módszerrel akart olajat kiszivattyúzni, és ebben "segítségére" volt az OLM. Ezután a kitermelt olajat finomítani akarta, és utána pedig egy olcsó benzinkút-láncot akart kiépíteni.
A harc a Ewing Olajtársaságért teljesen szétzúzta a családot. Bobby és Pamela 1983-ban elváltak, Pamela édesanyja, Rebecca Wentworth egy repülőgép-szerencsétlenségben hunyt el, mert megpróbálta megállítani Jockey-t abban, hogy megvegyen egy finomítót. 1983 őszén Jockey és Bobby úgy döntöttek, hogy befejezik a harcot. Megegyeztek az 50%-50% részesedésben, és aláírták az erre vonatkozó szerződést. Ezután kíváncsiságból felértékelték Jockey és Bobby egyéves munkáját és kiderült, hogy Bobby Ewing nyerte meg a harcot, a kanadai kutakkal és a Tundra-lánc fúró kifejlesztésével. A Ewing Olajtársaság tulajdonrészei ezek után így néztek ki:
Jockey Ewing: 35%
Bobby Ewing: 35%
Gary Ewing:10%
Ellie Ewing:10%
Ray Krebbs:10%
A két testvér, Jockey és Bobby együtt vezették ezek után a társaságot, ahogy az apjuk azt mindig is szerette volna.
1984-ben Katherine Wentworth(aki szerelmes volt Bobby-ba) rálőtt Bobby-ra. Amíg Bobby lábadozott, Donna Krebbs lépett a helyére, ami sok bosszúságot okozott Jockey-nak. Aztán Jamie Ewing, Jock unokahúga felbukkanat Southfork-ban, miután elhagyta Alaszkát, ahol már dolgozott az olajüzletben. Az édesapja, Jason, Jock testvére, meghalt és Jamie-nél volt egy dokumentum, amely azt bizonyítja, hogy Ewing Olajtársaságnak valójában három tulajdonosa van: Jock, Digger Barnes és Jason. Jamie feleségül ment Cliff Barnes-hoz, és ezután elmentek a bíróságra a dokumentummal együtt, és beindították a pert.
A Ewingok minden erejükkel harcoltak, hogy a kezükben tartsák az irányítást. Jamie testvére, Jack is felbukkant Dallas-ba, és felkereste Jockey-et, azzal, hogy van bizonyítéka arra, hogy a Ewing Olajtársaság csakis Jock Ewing tulajdona. Természetesen ennek az információnak ára is volt, Jack magának követelte a Ewing Olajtársaság 10%-át. A Ewing család beleegyezett, és Jack, Ray, Bobby és Jockey felkerestek egy Wally Wyndham nevű embert, aki segített nekik. Ő ugyanis tanúja volt annak, amikor Jock, Jason és Digger befejezték az egymással való partnerséget. Kiderült, hogy a dokumentum Jock első feleségénél, Amanda Ewing-nál van. A négy fiú felkereste Amandát, és megszerezték tőle a dokumentumot, amivel aztán meg is nyerték a pert.
Jockey Ewing: 30%
Bobby Ewing: 30%
Gary Ewing:10%
Ellie Ewing:10%
Ray Krebbs:10%
Jack Ewing:10%
1986-ban az olaj ára drasztikusan lecsökkent, a Közel-keleti piacokat eláraszotta az olaj, és ezzel a kőolaj ára minden eddiginél alacsonyabb lett. Ez hasznos volt például a Weststar számára, de a független olajvállalatok, mint például a Ewing Olajtársaság számára egyenesen katasztrofális volt. Jockey kénytelen volt leállíttatni a régi olajkutakat, amivel sok embert munkanélkülivé tett. Közben Cliff Barnes ellopta Jamie ötletét, miszerint az összes független olajvállalatnak Washingtonban egy lobbyt kell létrehoznia. A lobby vezetője Donna Krebbs volt. A Ewing 12-es mező egyik alkalmazottja, Scotfield elvesztette az állását, és haragjában felrobbantott egy olajkutat, később letartóztatták, és végül öngyilkos lett. Az özvegye, Martha, ezért bosszút akart állni a Ewingokon. Meglátogatta Bobby-t a Ewing Olajtársaságnál, és megfenyegette őt, hogy mindenáron bosszút fog állni.
Jockey azt akarta, hogy az amerikai nyersolaj ára felemelkedjen a lehető leghamarabb. Jockey kapcsolatba került B.D. Calhoun-nal, aki a Közel-keleten felrobbantotta az olajkutakat, és ezzel máris felszökkent az olaj ára. Irak hibáztatta Líbiát, és Líbia hibáztatta Irakot. B.D Calhoun nagy bajba került, és Jockey is cserben hagyta. Ezután Calhoun bosszút forralt: elrabolta a gyermek John Ross-t, és azzal fenyegetőzött, hogy megöli őt, de Ray még időben kilőtte B.D-t. Az FBI is részt vett a nyomozásban, és úgy döntöttek, hogy fedezik Jockey-t és nem göngyölítik fel jobban az ügyet.
Mrs. Scotfield testvére hivatalnokként dolgozott az FBI irodákban. Így rábukkant a bizonyítékokra, miszerint Jockey kapcsolatban állt B.D Calhoun-nal, és ez egy szövetségi bűncselekménynek minősült. Mrs. Scotfield átadta a bizonyítékok Jeremy Wendell-nek, és ezután az Igazságügyi minisztériumhoz fordultak. Jeremy cserébe Mrs. Scotfield-et gazdag nővé tette. Jockey és Bobby elvesztette a Ewing Olajtársaságot, mert az Igazságügyi Minisztérium megszüntette a céget.
Egy évvel később, 1988-ban Bobby megkapta a jogot, hogy használhassa a Ewing Olajtársaság nevét. Ugyanakkor Jockey megzsarolta Jeremy Wendell-t, és visszaszerezte a WestStar-tól a Ewing Olajtársaság összes korábbi eszközét. Miután April-t meggyilkolták Párizsban, Bobby úgy döntött, hogy elhagyja a Ewing Olajtársaságot, és az olaj üzletet vádolta April haláláért. Később Jockey eladta a Ewing Olajtársaság részvényeit Cliff Barnes-nak, mert azt tervezte, hogy átveszi a Weststar Olajtársaságot. Viszont mindez nem sikerült Jockey-nak, és ugyanazon a napon elvesztette a Ewing Olajtársaság és Weststar irányítását.
1996-ban, Bobby és Samantha visszavásárolta Cliff-től a Ewing Olajtársaságot, és együtt vezették a vállalatot, amíg Jockey ismét megpróbálta megszerezni a WestStar vezetését.
A Dallas Facebook oldala szerint Cliff Barnes eladta a Ewing Olajtársaságot 2007-ben, ami aztán egyesült egy nagyobb olajtársasággal. Viszont ez egy eléggé nagy ellentmondás, mivel az új sorozat megtagadta az 1996-os és az 1998-as filmek történéseit. Bobby és Samantha visszavásárolta Cliff-től a Ewing Olajtársaságot, tehát ezek után a vállalat már nem lehetett Cliff kezében, tehát nem is adhatta el. Viszont mindezt az új sorozatban megtagadták, tehát igazából ha jobban utánanézünk továbbra sem ismert, hogy mi történt aztán valójában a Ewing Olajtársasággal.

## A Ewing Energiatársaság/Barnes Global (most Ewing Global)
A Ewing Globalegy kitalált cég az új Dallasban.
2012. év eleji Ewing Energiatársaság részvények:

 Bobby Ewing 30% 
 John Ross Ewing 30% 
 Christopher Ewing 30% 
 Elena Ramos 10%
2012. év végi Ewing Energiatársaság részvények:

 Bobby Ewing 25% 
 John Ross Ewing 25% 
 Christopher Ewing 25% 
 Elena Ramos 25%
2013. év eleji Ewing Energiatársaság részvények:

 Bobby Ewing 25% 
 John Ross Ewing 25% 
 Christopher Ewing 15% 
 Samantha Ewing 25% 
 Pamela Rebecca Barnes 10%
Jelenlegi Ewing Global részvények:

 Christopher Ewing 33% 
 Pamela Rebecca Ewing/John Ross Ewing 33% 
 Cliff Barnes/Elena Ramos 33%